# Charles E. Townsend
Charles E. Townsend (Concord, 1856. augusztus 15. – Jackson, 1924. augusztus 3.) az Amerikai Egyesült Államok szenátora (Michigan, 1911–1923).